# Lista de bispos diocesanos anglicanos na Bretanha e Irlanda
Este artigo lista os bispos e arcebispos diocesanos da Igreja da Inglaterra, da Igreja do País de Gales, da Igreja Episcopal Escocesa e da Igreja da Irlanda.

## Igreja da Inglaterra
Província da Cantuária
- Arcebispo de Cantuária[5]
- Bispo de Londres
- Bispo de Winchester
- Bispo de Bath e Wells
- Bispo de Birmingham
- Bispo de Bristol
- Bispo de Chelmsford
- Bispo de Chichester
- Bispo de Coventry
- Bispo de Derby
- Bispo de Ely
- Bispo de Exeter
- Bispo de Gibraltar na Europa
- Bispo de Gloucester
- Bispo de Guildford
- Bispo de Hereford
- Bispo de Leicester
- Bispo de Lichfield
- Bispo de Lincoln
- Bispo de Norwich
- Bispo de Oxford
- Bispo de Peterborough
- Bispo de Portsmouth
- Bispo de Rochester
- Bispo de Salisbury
- Bispo de Southwark
- Bispo de St Albans
- Bispo de St Edmundsbury & Ipswich
- Bispo de Truro
- Bispo de Worcester

Província de Iorque
- Arcebispo de Iorque[6]
- Bispo de Durham
- Bispo de Blackburn
- Bispo de Carlisle
- Bispo de Chester
- Bispo de Liverpool
- Bispo de Leeds
- Bispo de Manchester
- Bispo de Newcastle
- Bispo de Sheffield
- Bispo de Sodor e Man
- Bispo de Southwell e Nottingham

## Igreja no País de Gales
- Arcebispo do País de Gales
- Bispo de Bangor
- Bispo de Llandaff
- Bispo de Monmouth
- Bispo de São Asafe
- Bispo de St David's
- Bispo de Swansea e Brecon

## Igreja Episcopal Escocesa
- Primus da Igreja Episcopal Escocesa
- Bispo de Aberdeen e Orkney
- Bispo de Argyll e das Ilhas
- Bispo de Brechin
- Bispo de Edimburgo
- Bispo de Glasgow e Galloway
- Bispo de Moray, Ross e Caithness
- Bispo de St Andrews, Dunkeld e Dunblane

## Igreja da Irlanda
Província de Armagh
- Arcebispo de Armagh
- Bispo de Clogher
- Bispo de Connor
- Bispo de Derry e Raphoe
- Bispo de Down e Dromore
- Bispo de Kilmore, Elphin e Ardagh

Província de Dublin
- Arcebispo de Dublin
- Bispo de Cashel e Ossory
- Bispo de Cork, Cloyne e Ross
- Bispo de Tuam, Limerick e Killaloe
- Bispo de Meath e Kildare